# Igor Omrčen
Igor Omrcen est un joueur croate de volley-ball né le 26 septembre 1980 à Split. Il mesure 2,08 m et joue attaquant après avoir été central jusqu'en 2002. Il totalise 40 sélections en équipe de Croatie.

## Clubs
| Club                | Pays    | De        | À         |
| ------------------- | ------- | --------- | --------- |
| Mladost Kastela     | Croatie | 1998-1999 | 2000-2001 |
| Bre Banca Cuneo     | Italie  | 2000-2001 | 2002-2003 |
| Unimade Parme       | Italie  | 2003-2004 | 2003-2004 |
| Bre Banca Cuneo     | Italie  | 2004-2005 | 2006-2007 |
| Lube Banca Macerata | Italie  | 2007-2008 | …         |

## Palmarès
- Coupe de la CEV (1)
  - Vainqueur : 2002
- Coppa Italia (4)
  - Vainqueur : 2002, 2006, 2008, 2009
- Supercoupe d'Italie (1)
  - Vainqueur : 2002